# Incitament
|  | Wiktionary har en ordboksartikel om incitament. |

Ett incitament är en anledning för någon att utföra en viss handling. Lön i form av pengar är exempelvis ett incitament för att arbeta. Statliga åtgärder i form av skatt och bidrag har också i vissa fall ett syfte att skapa incitament. Till exempel kan öronmärkta dagar i föräldraförsäkringen syfta till att öka mäns uttag av föräldraledighet.
Incitament är något som stimulerar beteende. Exempel: Om man ska lära en hund att sitta fint, kan någon form av belöning som en godisbit vara ett incitament för hundens beteende. 